# Iolana eurysthenes
Iolana eurysthenes är en fjärilsart som beskrevs av Hans Fruhstorfer 1917. Iolana eurysthenes ingår i släktet Iolana och familjen juvelvingar. Inga underarter finns listade i Catalogue of Life.